# Srcorrales y Jaydro

## ¿Quiénes Son?
Srcorrales (Manuel Corrales Portela, nacido el 24 de agosto de 2004 en Lugo) y Jaydro (Jairo Fernández Gómez, nacido el 23 de julio de 2004 en Lugo) son un dúo de raperos y compositores originarios de Lugo, España. Son conocidos por su estilo dentro del rap y trap, y por el lanzamiento de varios proyectos discográficos, entre los que destacan 2J vol.1 (2023), Conquistador don Rodrigo (2023) y All-In (2025).

## Biografía
Srcorrales y Jaydro crecieron en Lugo en entornos distintos: Manuel cursó su educación en el colegio Divino Maestro, mientras que Jairo lo hizo en el colegio La Milagrosa. Sus caminos se cruzaron en el Instituto Xoán Montes de Lugo durante el bachillerato, donde surgió una amistad que pronto se transformó en proyecto artístico.
El año 2020, marcado por la pandemia de COVID-19, supuso un duro golpe para su generación. En palabras del dúo, “fue como vivir una guerra mundial en silencio, sin bombas ni trincheras, pero con la misma sensación de vacío y fragilidad”. A pesar de la incertidumbre y la parálisis vital que trajo aquel periodo, la música se convirtió en refugio y vía de resistencia. Con el apoyo de sus familias, especialmente de sus madres, encontraron en la composición un lenguaje de supervivencia.
Aprendiendo de manera autodidacta el uso de programas como Reaper, comenzaron a crear sus primeras maquetas. Aunque técnicamente limitadas, en ellas ya se intuía una energía cruda y un imaginario propio. Esas primeras grabaciones marcaron el inicio de una trayectoria que poco a poco se consolidaría en el panorama musical independiente.

## Carrera musical
El dúo se dio a conocer en 2023, año en que publicaron sus primeras canciones en plataformas digitales. El impacto inicial, aunque discreto, demostró que había un público dispuesto a escucharles. Su propuesta, marcada por la fusión del rap, el trap y tintes de otros géneros como el blues, llamó la atención precisamente por esa mezcla de vulnerabilidad y fuerza. Ellos mismos han definido sus inicios como “un viaje de transformar la torpeza en música, de hacer que lo imposible resultase al menos tragable”.
La relación artística entre ambos no estuvo exenta de tensiones. En 2023, tras un periodo de intensa creatividad que los llevó a publicar incluso dos trabajos en un mismo año, atravesaron un parón abrupto. Una discusión aparentemente banal —surgida durante una partida del videojuego Rocket League— terminó por alejarlos temporalmente de los estudios de grabación. Para sus seguidores, aquella pausa fue decepcionante, pero al mismo tiempo alimentó la expectativa de un regreso más sólido.
Ese retorno llegó dos años más tarde con un proyecto que ellos mismos han descrito como “el más grande de nuestra trayectoria hasta ahora”. Se trata del álbum All-In (2025), una obra en la que volcaban no solo su evolución técnica y artística, sino también las cicatrices emocionales de todo lo vivido: la adolescencia atravesada por la pandemia, la lucha contra la apatía, la amistad sometida a prueba y el renacimiento tras la duda.

## Álbumes

### 2J vol.1(2023)
El debut oficial del dúo llegó en 2023 con el lanzamiento del álbum 2J vol.1. Este trabajo marcó su primera entrada en el panorama musical, caracterizado por un sonido experimental y letras que reflejaban la crudeza de su etapa inicial.  

Portada de 2J vol.1 (2023).

### Conquistador don Rodrigo(2023)
Ese mismo año, y mostrando una sorprendente productividad creativa, Srcorrales y Jaydro publicaron su segundo proyecto, Conquistador don Rodrigo. Este álbum consolidó su presencia como dúo, con un enfoque más conceptual y una narrativa más trabajada que el debut.  

Portada de Conquistador don Rodrigo (2023).

### All-In(2025)
Tras un parón de dos años motivado por tensiones creativas y personales, el dúo regresó en 2025 con su álbum más ambicioso hasta la fecha: All-In. Considerado un punto de inflexión en su carrera, el disco recoge la madurez artística del dúo y refleja tanto su crecimiento personal como musical.  

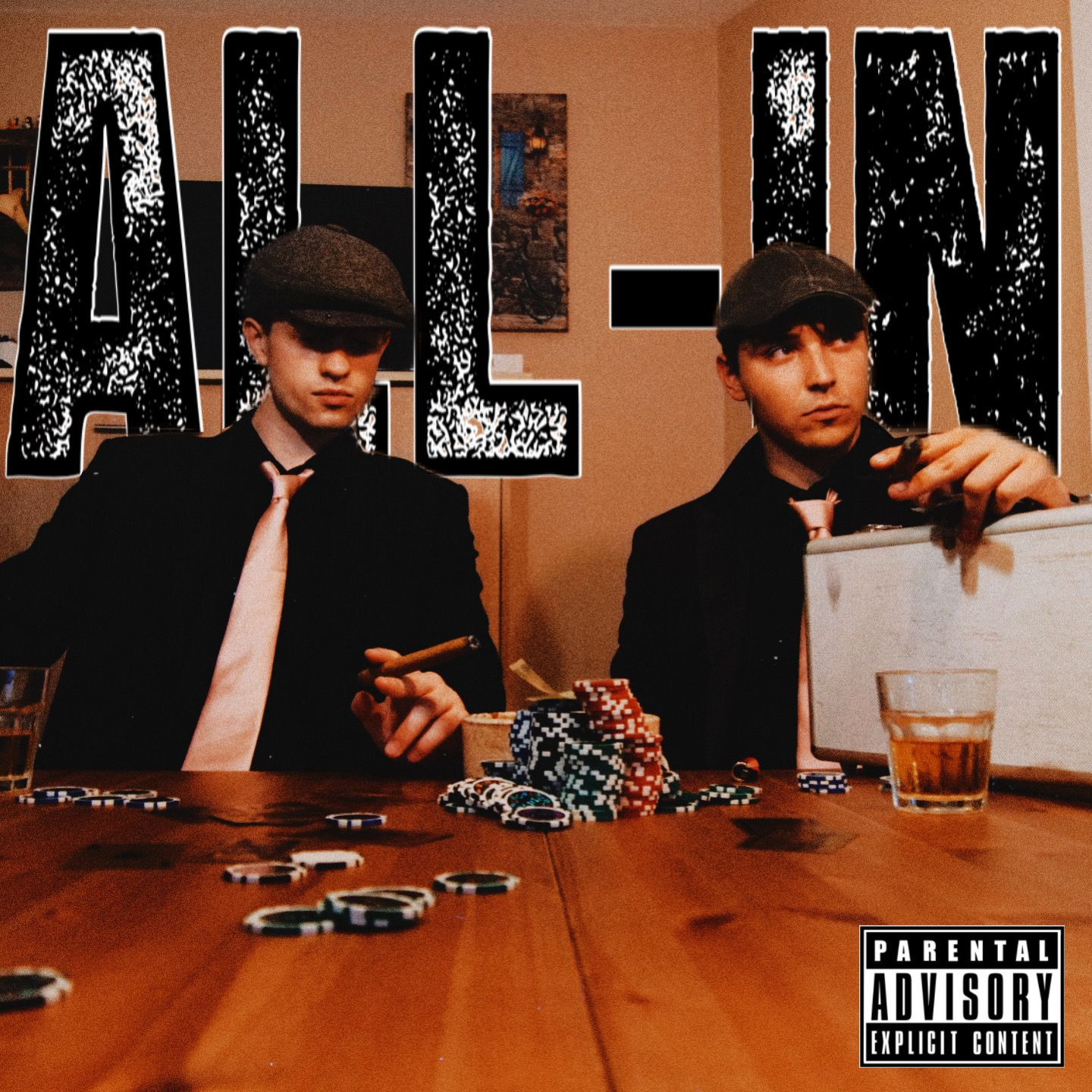
Portada de All-In (2025).

## Discografía

### Álbumes
- 2023 – 2J vol.1
- 2023 – Conquistador don Rodrigo
- 2025 – All-In

## Estilo musical
El estilo de Srcorrales y Jaydro combina el rap y el trap con influencias de géneros como el blues. Sus letras suelen abordar experiencias personales, referencias generacionales y una mirada crítica hacia el contexto social que les rodea. La crudeza de sus inicios ha evolucionado hacia un sonido más pulido, sin perder la autenticidad que caracteriza sus producciones.